# Tom Stoppard
Pour les articles homonymes, voir Stoppard.
Tom Stoppard, né Tomáš Sträussler le 3 juillet 1937 à Zlín en Tchécoslovaquie, est un dramaturge britannique.

## Biographie
Sa famille émigre au moment de l'invasion de la Tchécoslovaquie le 15 mars 1939 pour échapper aux persécutions allemandes à l'encontre des Juifs, d'abord à Singapour puis en Inde où il prend le nom du second mari de sa mère « Stoppard ».
Il débute en 1954 comme journaliste, écrit sa première pièce en 1960, Enter a Free Man, la première à être montée est Rosencrantz et Guildenstern sont morts (Rosencrantz and Guildenstern Are Dead), dont il tirera lui-même un film en 1990).
Tom Stoppard a également écrit de nombreuses pièces radiophoniques, des adaptations pour la télévision et des scénarios, dont les célèbres Brazil (nommé aux Oscars) et Shakespeare in Love (Oscar du meilleur film et du meilleur scénario). Il a aussi traduit et adapté des pièces de Sławomir Mrożek, Arthur Schnitzler, Federico García Lorca et Václav Havel. Il est devenu membre de l'Outrapo (Ouvroir de tragécomédie potentielle) et a été anobli par Élisabeth II en 1997.
Il est par ailleurs réalisateur d'un seul film à ce jour : Rosencrantz et Guildenstern sont morts (Rosencrantz and Guildenstern Are Dead) d'après sa pièce, sorti en 1990 et qui a remporté le Lion d'or à la Mostra de Venise.

## Œuvres

### Romans
- 1966 : Lord Malquist and Mr Moon

### Théâtre
- 1964 : A Walk on the Water
- 1965 : The Gamblers, d'après Le Joueur de Dostoïevski
- 1966 : Tango d'après Sławomir Mrożek et Nicholas Bethell
- 1966 : Rosencrantz and Guildenstern Are Dead Rosencrantz et Guildenstern sont morts, traduit par Lisbeth Schaudinn et Éric Delorme, Paris, Éditions du Seuil, coll. « Théâtre » no 6, 1967 (BNF 33183861) Rosencrantz and Guildenstern, traduit par Gérald Garutti, Toulouse, Presses universitaires du Midi, coll. « Nouvelles scènes : anglais », 2017  (ISBN 978-2-8107-0519-1)
- 1968 : Enter a Free Man d'après A Walk on the Water Les Dimanches de monsieur Riley, traduit par Roger Andrieux, Paris, L'Avant-scène. Théâtre no 911, 1992  (ISBN 978-2-7498-0336-4)
- 1968 : The Real Inspector Hound The Real Inspector Hound, traduit par Jean-François Prévand et Sarah Sanders, Paris, Papiers, coll. « Théâtre », 1986  (ISBN 2-86943-023-X)
- 1969 : Albert's Bridge Albert et son pont, traduit par Jean-François Prévand et Stephan Meldegg, Martel, Éditions du Paquet, coll. « Théâtre en poche », 1994  (ISBN 2-910333-12-4)
- 1969 : If You're Glad I'll Be Frank
- 1970 : After Magritte D'après Magritte, traduit par Élisabeth Janvier, Martel, Éditions du Paquet, coll. « Théâtre en poche », 1997  (ISBN 2-910333-32-9)
- 1971 : Dogg's Our Pet
- 1972 : Jumpers Parodies, suivi de Les Acrobates, traduit par Guy Dumur, Stephan Meldegg et Jean-François Prévand, Paris, Gallimard, coll. « Du monde entier », 1978 (BNF 34606064)
- 1972 : Artist Descending a Staircase Artiste descendant un escalier, traduit par Élisabeth Janvier, Martel, Éditions du Paquet, coll. « Théâtre en poche », 1998  (ISBN 2-910333-68-X)
- 1974 : Travesties Parodies, suivi de Les Acrobates, traduit par Guy Dumur, Stephan Meldegg et Jean-François Prévand, Paris, Gallimard, coll. « Du monde entier », 1978 (BNF 34606064)
- 1976 : Dirty Linen and New-Found-Land Le Linge sale ; La Découverte du Nouveau Monde, traduit par Claude Étienne, Bruxelles : Cahiers du Rideau, 1976 (BNF 39769451)
- 1977 : Every Good Boy Deserves Favour
- 1978 : Night and Day Night and Day, traduit par Guy Dumur, Paris, Gallimard, coll. « Théâtre du monde entier » no 64, 1980  (ISBN 2-07-032196-7)
- 1979 : Dogg's Hamlet Cahoot's Macbeth, traduit par Elisabeth Janvier, Martel, Éditions du Paquet, coll. « Théâtre en poche », 2000  (ISBN 2-910333-88-4)
- 1979 : 15-Minute Hamlet
- 1979 : Undiscovered Country d'après Das Weite Land d'Arthur Schnitzler
- 1981 : On the Razzle d'après Einen Jux will er sich machen de Johann Nestroy
- 1982 : The Real Thing La Vraie Vie, traduit par Jean-Claude Carrière, Paris, L'Avant-scène. Théâtre no 838, 1988 (BNF 39768834)
- 1984 : Rough Crossing d'après Jeu dans le château de Ferenc Molnár
- 1986 : Dalliance d'après Liebelei d'Arthur Schnitzler
- 1988 : Hapgood
- 1993 : Arcadia Arcadia, traduit par Jean-Marie Besset, Arles, Actes Sud, coll. « Actes Sud-Papiers. Théâtre », 1998  (ISBN 2-7427-1484-7)
- 1995 : Indian Ink d'après la pièce radiophonique In the Native State (1991)
- 1997 : The Invention of Love
- 2002 : The Coast of Utopia (trilogie) : Voyage, Shipwreck, Salvage
- 2006 : Rock 'n' Roll Rock 'n' Roll, traduit par Lulu et Michael Sadler, Arles, Actes Sud, coll. « Actes Sud-Papiers. Théâtre », 2009  (ISBN 978-2-7427-8501-8)
- 2010 : The Laws of War (spectacle collectif au bénéfice de Human Rights Watch)
- 2015 : The Hard Problem Le Problème de la conscience, traduit par Pascal Nouvel, Montpellier, Éditions Darwin, 2016  (ISBN 979-10-96807-01-7) The hard Problem, traduit par Florence March et Marianne Drugeon, Toulouse, Presses universitaires du Midi, coll. « Nouvelles scènes : anglais », 2017  (ISBN 978-2-8107-0488-0)

### Livret
- 1983 : The Love for Three Oranges, livret anglais de l'opéra de Serge Prokofiev

### Traductions
- 1987 : Largo Desolato, traduction de la pièce de Václav Havel
- 1997 : The Seagull, traduction de la pièce d'Anton Tchekhov
- 2004 : Henry IV, traduction de la pièce de Luigi Pirandello

### Pièces radiophoniques
- 1964 : The Dissolution of Dominic Boot
- 1964 : M' is for Moon Amongst Other Things
- 1966 : If You’re Glad I’ll be Frank, adapté au théâtre en 1969
- 1967 : Albert's Bridge, adapté au théâtre en 1969
- 1968 : Where Are They Now?
- 1982 : The Dog It Was That Died
- 1991 : In the Native State, adapté au théâtre sous le titre Indian Ink (1995)
- 2007 : On Dover Beach
- 2013 : Darkside

## Filmographie

### En tant que réalisateur
- 1990: Rosencrantz et Guildenstern sont morts - également scénariste

### En tant que scénariste
- 1975 : Three Men in a Boat d'après le roman de Jerome K. Jerome
- 1975 : The Boundary avec Clive Exton
- 1975 : Une anglaise romantique avec Thomas Wiseman
- 1979 : Human Factor d'Otto Preminger, d'après le roman de Graham Greene
- 1985 : Brazil avec Terry Gilliam et Charles McKeown
- 1987 : Empire du soleil (premier script)
- 1998 : Shakespeare in Love avec Marc Norman
- 1998 : Embrouille à Poodle Springs (Poodle Springs) de Bob Rafelson, d'après le roman de Robert B. Parker et Raymond Chandler
- 1989 : Indiana Jones et la Dernière Croisade (script final)
- 1990 : The Russia House d'après le roman de John Le Carré
- 2000: Vatel avec Jeanne Labrune
- 2001 : Enigma d'après le roman de Robert Harris
- 2005 : The Golden Compass (premier script)
- 2012 : Anna Karenina d'après le roman de Tolstoï
- 2013 : Parade's End (série télévisée)
- 2015 : Tulip Fever de Justin Chadwick

## Distinctions
- 1978 : Commandeur de l'Ordre de l'Empire britannique (CBE)
- 1997 : Chevalier[2]
- 2000 : ordre du Mérite (OM)

### Récompenses
- Mostra de Venise 1990 : Lion d'or pour Rosencrantz et Guildenstern sont morts
- Fantasporto 1991 : Meilleur réalisateur pour Rosencrantz et Guildenstern sont morts
- New York Film Critics Circle Awards 1998 : Meilleur scénario pour Shakespeare in Love
- Writers Guild of America Awards 1998 : Meilleur scénario original pour Shakespeare in Love
- Berlinale 1999 : Ours d'argent pour Shakespeare in Love
- Critics Choice Awards 1999 : Meilleur scénario original pour Shakespeare in Love
- Golden Globes 1999 : Meilleur scénario pour Shakespeare in Love
- Oscars du cinéma 1999 : Oscar du meilleur scénario original pour Shakespeare in Love
- Broadcasting Press Guild Awards 2013 : Meilleure série dramatique et Writer's Award pour Parade's End
- Fipa d'or 2013 : Meilleur scénario de série et feuilletons pour Parade's End

### Nominations
- Oscars du cinéma 1986 : Meilleur scénario original pour Brazil
- British Academy Television Awards 2013 : Meilleure mini-série dramatique pour Parade's End
- Primetime Emmy Awards 2013 : Meilleur scénario pour Parade's End